# 富士フレーバー
富士フレーバー株式会社（ふじフレーバー）は、東京都羽村市に本社を置く香料メーカーである。日本たばこ産業の100%子会社であり、タバコ向けの香料および害虫誘引剤の製造を行う。創業は1971年。2005年の調査では、売上高は日本の香料業界第8位であった。

## 主な事業
- タバコ香料 - 日本たばこ産業向けのタバコ香料は、全量富士フレーバーより供給される[4]。
- エコモン事業 - エコとフェロモンからの造語で[5]、総合的病害虫管理に使用するモニタリング用フェロモントラップの開発・製造を行う。

## 事業所
- 本社・工場 - 〒205-8503 東京都羽村市緑ヶ丘3丁目5番地8

## 沿革
- 1971年 - 会社設立
- 1972年 - タバコ香料の製造開始
- 1975年 - 食品香料の製造開始
- 1981年 - 害虫モニタリング用フェロモントラップの製造開始
- 1992年 - 日本たばこ産業の100％子会社となる
- 2017年 - 曽田香料株式会社に食品香料事業を売却。